# Résolution 283 du Conseil de sécurité des Nations unies
Membres permanents
- Chine (Taïwan)
- États-Unis
- France
- Royaume-Uni
- URSS

Membres non permanents
- Burundi
- Colombie
- Espagne
- Finlande
- Nicaragua
- Népal
- Pologne
- Sierra Leone
- Syrie
- Zambie

Résolution no 282 Résolution no 284
La résolution 283 du Conseil de sécurité des Nations unies est adoptée à 13 voix contre zéro lors de la 1 550e séance du Conseil de sécurité des Nations unies le 29 juillet 1970.
Dans cette résolution, le Conseil de sécurité « a noté avec une grande inquiétude le refus continu et flagrant du gouvernement sud-africain de se conformer aux décisions du Conseil de sécurité exigeant le retrait immédiat de l'Afrique du Sud » de la Namibie.
Le Conseil a demandé à tous les États de s'abstenir de toute activité diplomatique qui pourrait impliquer la reconnaissance de l'autorité sud-africaine sur le territoire et a demandé à tous les États qui ont des relations diplomatiques avec Pretoria de faire une déclaration officielle indiquant qu'ils ne reconnaissent pas cette autorité et considèrent que la présence sud-africaine continue est illégale.
Le Conseil a demandé à tous les États de veiller à ce que toutes les sociétés détenues et contrôlées par l'État cessent leurs transactions avec la Namibie, de retenir les prêts et les investissements accordés à la Namibie et aux Namibiens et de décourager la promotion du tourisme et de l'émigration en Namibie.
Une autre demande a été faite aux États de réexaminer les traités bilatéraux avec l'Afrique du Sud dans la mesure où ces traités s'appliquent au territoire. Le Conseil de sécurité a également demandé au Secrétaire général d'examiner tous les traités multilatéraux conclus avec l'Afrique du Sud dans la mesure où ils s'appliquaient au territoire, au Conseil des Nations unies pour la Namibie de mettre à sa disposition les résultats de ses études et propositions concernant la délivrance de passeports et de visas aux Namibiens, et à l'Assemblée générale de créer un fonds destiné à fournir une assistance aux Namibiens qui ont subi des persécutions et à financer un programme complet d'éducation et de formation pour les Namibiens dans le territoire. Enfin, le Conseil a rétabli le sous-comité ad hoc sur la Namibie pour étudier de nouvelles recommandations sur les moyens de mettre en œuvre les résolutions pertinentes.
La résolution a été adoptée par 13 voix; la France et les États-Unis se sont abstenus.

### Sources
- (en) Cet article est partiellement ou en totalité issu de l’article de Wikipédia en anglais intitulé « United Nations Security Council Resolution 283 » (voir la liste des auteurs).

### Texte
- Résolution 283 Sur fr.wikisource.org
- Résolution 283 Sur en.wikisource.org